# Thomisus amadelphus
Thomisus amadelphus là một loài nhện trong họ Thomisidae.
Loài này thuộc chi Thomisus. Thomisus amadelphus được Eugène Simon miêu tả năm 1909.